# Fritz Wolff (Archivar)
Fritz Wolff (* 17. Januar 1936 in Roßleben; † 8. November 2021 in Marburg) war ein deutscher Historiker und Archivar.

## Leben
Wolff promovierte bei Konrad Repgen an der Universität Bonn im Jahr 1964. Seine wissenschaftliche Arbeit galt zunächst der Erforschung der Geschichte des Friedens von Münster und Osnabrück. Später wandte er sich der Religions- und Reformationsgeschichte, der Kartographie und der hessischen Landesgeschichte zu.
Seit 1965 arbeitete er am Staatsarchiv Marburg und lehrte später an der Archivschule Marburg. Seit 1974 war er als Lehrbeauftragter an der Philipps-Universität Marburg tätig. Von 1994 bis 2001 leitete er in der Nachfolge von Wilhelm Alfred Eckhardt als Direktor das Staatsarchiv Marburg.

## Schriften
- Corpus evangelicorum und corpus catholicorum auf dem Westfälischen Friedenskongress. Die Einfügung der konfessionellen Ständeverbindungen in die Reichsverfassung. Aschendorff, Münster 1966.
- Luther in Marburg. [Ausstellung des Hessischen Staatsarchivs Marburg anlässlich des 500. Geburtstages Martin Luthers, 21.10.–1.12.1983], Trautvetter und Fischer, Marburg/Witzenhausen 1983, ISBN 3-87822-098-7.
- Karten im Archiv, Archivschule, Marburg 1987, ISBN 3-923833-21-0.
- Verzeichnis der Veröffentlichungen von Johannes Papritz. In:  Angelika Menne-Haritz (Herausgeberin): Archivische Erschließung – methodische Aspekte einer Fachkompetenz. Beiträge des 3. Archivwissenschaftlichen Kolloqiums der Archivschule Marburg. Marburg 1999 (= Veröffentlichungen der Archivschule Marbug, Band 30), S. 239–250, online, abgerufen am 15. März 2023
- Papritz, Johannes. In: Neue Deutsche Biographie (NDB). Band 20, Duncker & Humblot, Berlin 2001, ISBN 3-428-00201-6, S. 56 f. (Digitalisat).